# Kill Bill
|  |  |  |
|  |  |  |

Kill Bill är två sammanhängande amerikanska filmer av Quentin Tarantino. Den första är Kill Bill: Volume 1  från 2003 och den andra Kill Bill: Volume 2 från 2004.